# 1779
Cette page concerne l'année 1779  du calendrier grégorien. Pour l'année 1779 av. J.-C., voir 1779 av. J.-C.
L'année 1779 est une année commune qui commence un vendredi.

## Événements
- 9 janvier, première guerre anglo-marathe : reddition des Britanniques à Wadgaon. Le 13, le traité de Wadgaon les force à abandonner tous les territoires qu’ils ont acquis depuis 1773[1].

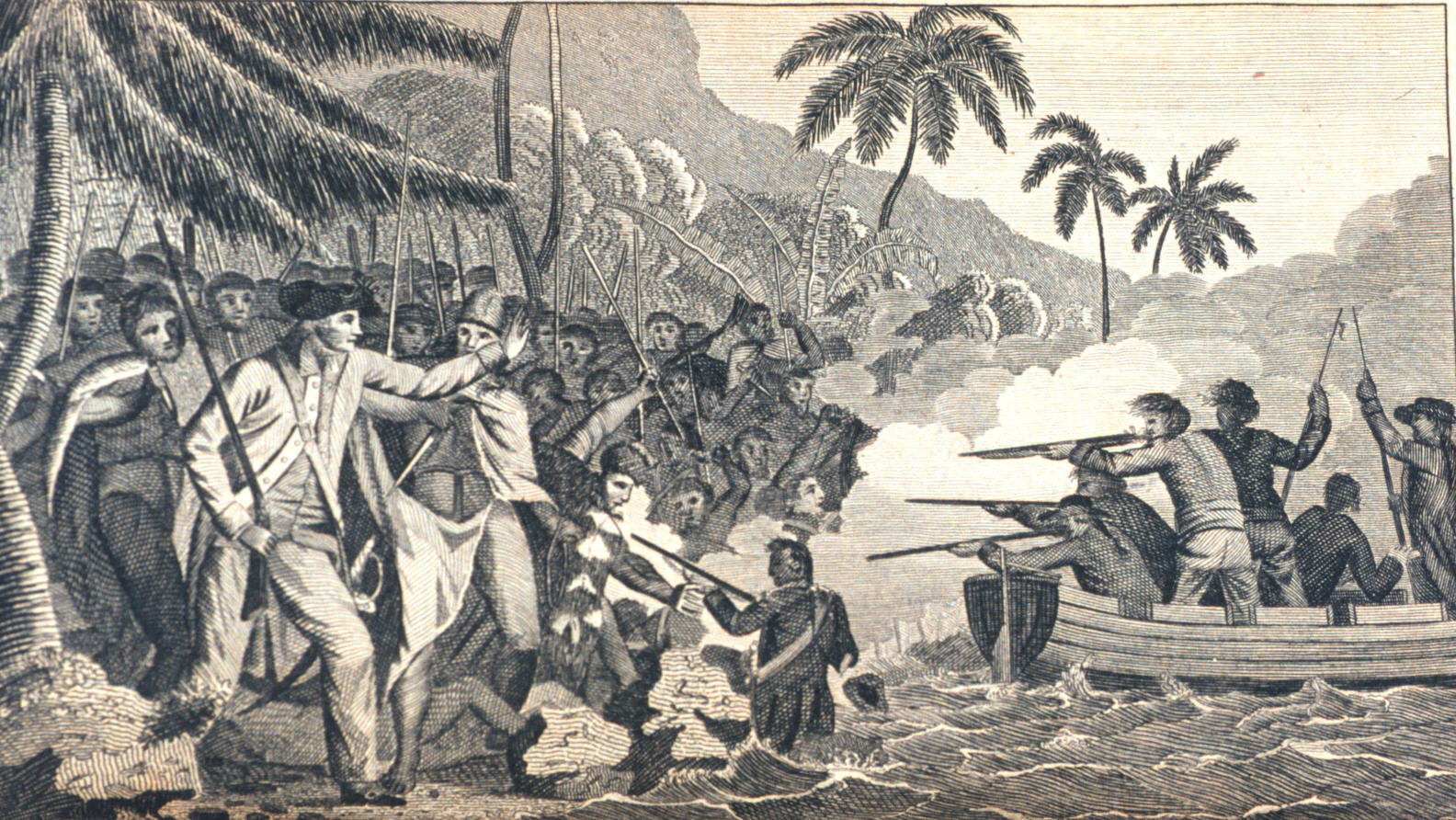
14 février : la mort du capitaine Cook.

- 14 février : l’explorateur britannique James Cook est tué par les indigènes des îles Sandwich (Hawaï)[2].
- 2 mars : mort du chah de Perse Muhammad Karim Khân, fondateur de la dynastie Zand. Son frère Zaki Khan devient régent. Il nomme co-monarques les fils de Karim Khân, Abol Fath Khan et Mohammad Ali Khan[3]. Agha Mohammad Shah, prisonnier des Zand depuis 16 ans à Chiraz, s’enfuit à Ispahan à l’annonce de la mort de Karim Khân[4].
- 10 mars, Perse : Agha Mohammad Shah arrive au sanctuaire d'Shah-Abdol-Azim à Ray et le lendemain il est reconnu comme souverain[4]. Début de la  Dynastie kadjar en Iran (fin en 1925).
- 4 avril, Perse : Agha Mohammad Shah impose son autorité sur le Mazandéran[4].
- 19 juin : après l’assassinat de Mohammad Ali Khan par ses propres troupes, Abol Fath Khan devient seul chah de Perse[3].
- 5 juillet : la Compagnie néerlandaise des Indes orientales reconnaît par traité la création du sultanat de Pontianak à Bornéo[5] par un aventurier arabe originaire du Hadramaout, Syarif Abdulrahman, installé depuis 1770-1771[6].
- 20 juillet[7] : début du règne de Takla-Guiorguis, frère de Takla-Haïmanot II, négus d’Éthiopie après la déposition de Salomon II[8].
- 22 août : Abol Fath Khan est déposé et aveuglé par son oncle Muhammad Sadeq Khan qui se proclame chah de Perse à Chiraz[3].
- Décembre : début de la première guerre cafre (de kafir : infidèle en arabe) près de la Great Fish River entre colons d’Afrique du Sud et Bantous. Elle a pour origine des vols de bétail commis par les Xhosas[9].

### Amérique

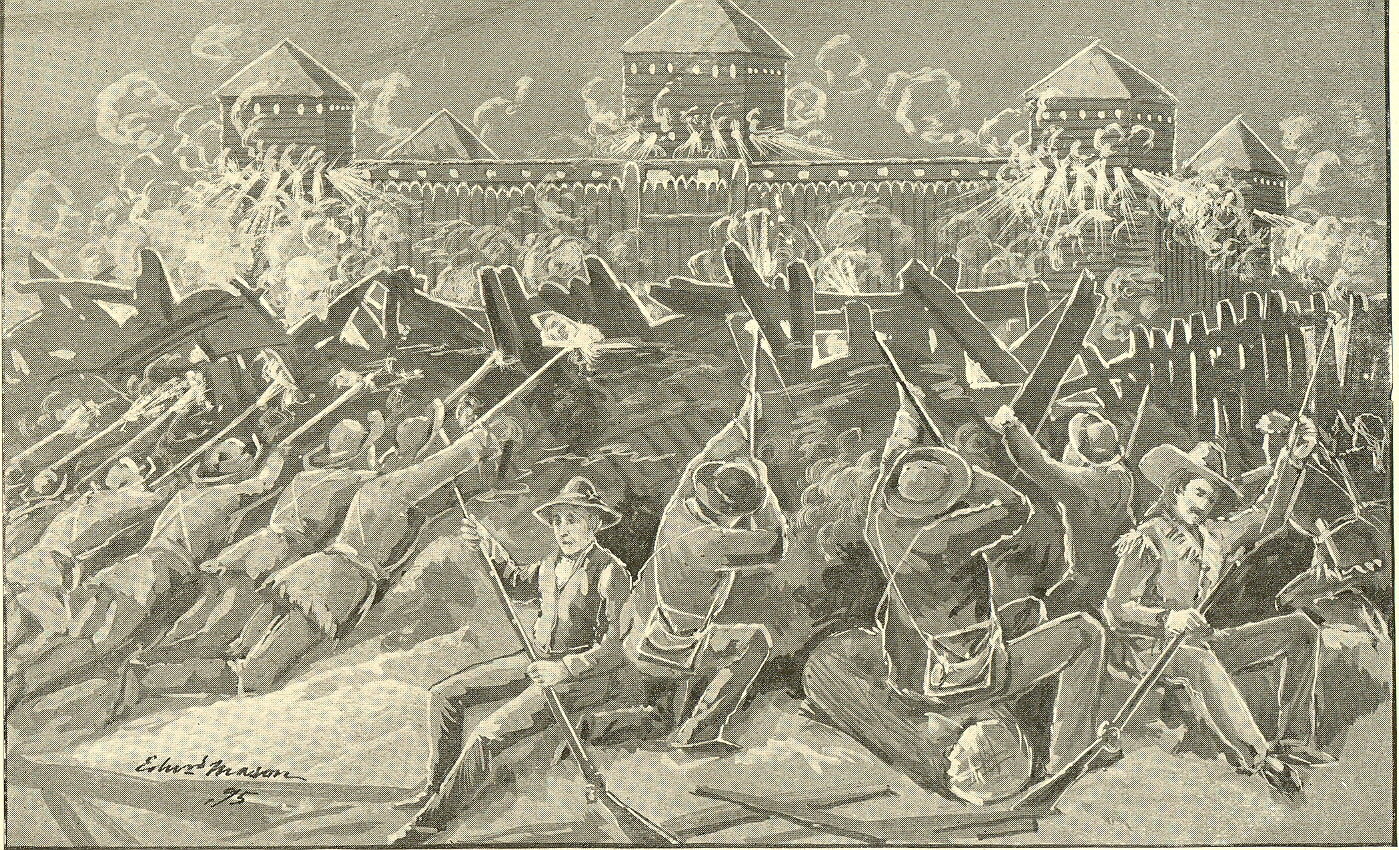
23 février : attaque du Fort Sackville.

- 11 février : départ d'une expédition d'exploration envoyée par le Vice-roi du Mexique Antonio María de Bucareli y Ursúa qui remonte les côtes du Pacifique jusqu'en Alaska[11].
- 12 avril : par le traité d'Aranjuez, l’Espagne se joint à la France dans la guerre contre la Grande-Bretagne. Le gouvernement espagnol refuse toutefois de reconnaître les insurgents, craignant la contamination du mouvement d’indépendance dans ses propres colonies[12].
- 2 juillet : prise de la Grenade par l’escadre française du comte d'Estaing[13].
- 6 juillet : défaite de la Royal Navy à la bataille navale de Grenade[13].
- 7 septembre : prise de Fort Bute par les Espagnols[14].
- 16 septembre - 19 octobre : échec du siège de Savannah par les franco-américains[15].
- 20 - 21 septembre : victoire espagnole à la bataille de Bâton-Rouge[14].
- 4 octobre : Fort Wilson Riot[16].

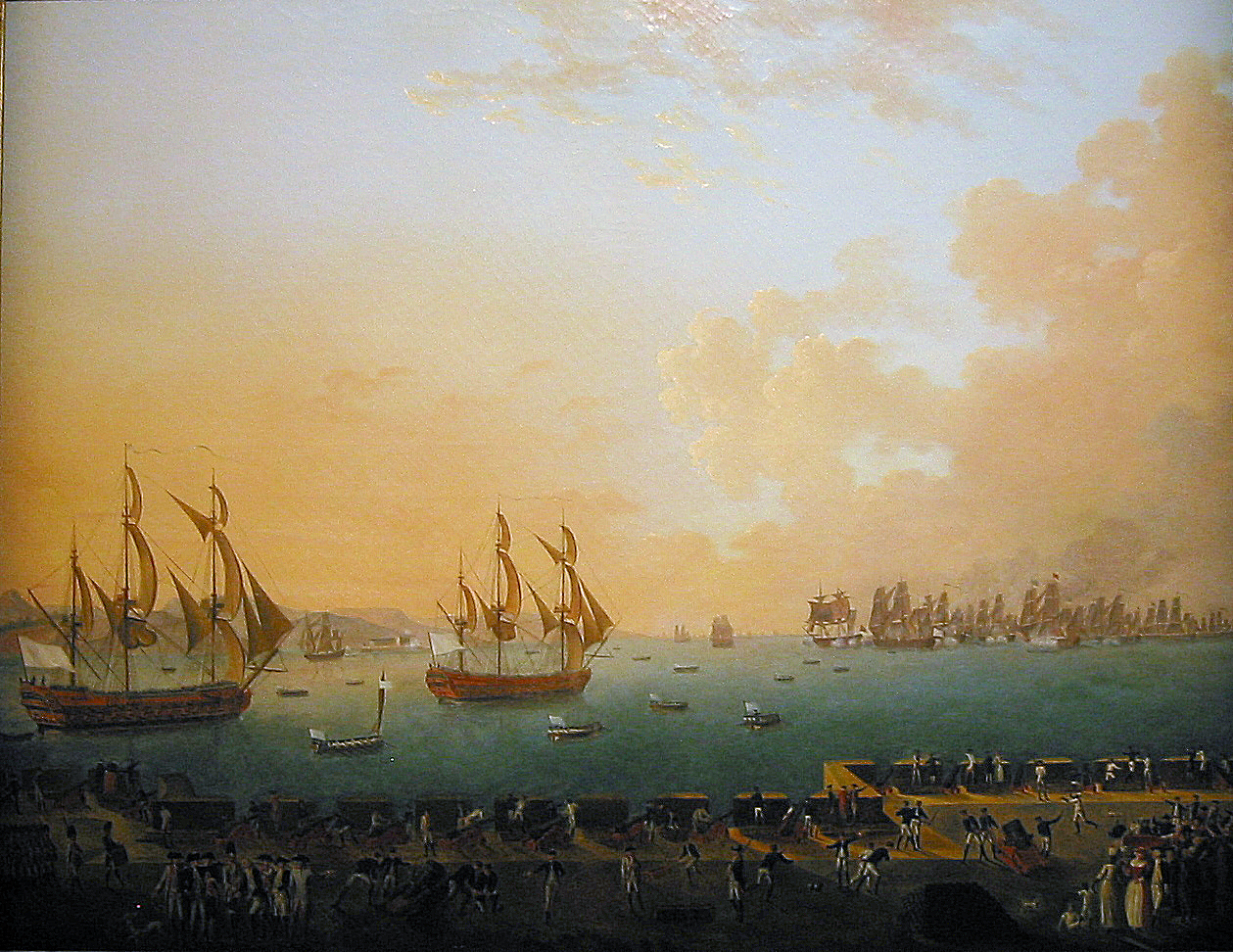
Combat de la Martinique, Musée national de la Marine.

- 18 décembre : combat naval à la Martinique[17].
- Jean Baptiste Pointe du Sable établit un comptoir commercial à l'emplacement actuel de la ville de Chicago[18].

### Europe
- 14 mars : ouverture du Congrès de Teschen qui aboutit à un compromis entre l’Autriche et la Prusse en mai, grâce à la médiation de la France et de la Russie[19].
- 12 avril : traité d'Aranjuez. Renouvellement du Pacte de famille entre les Bourbons. La France promet à l’Espagne de recouvrer Gibraltar, Minorque, Mobile et Pensacola[20].
- 23 avril : Marie-Thérèse déclare Fiume un port franc et décide le rattachement de la ville au Royaume de Hongrie (corpus separatum), qui obtient ainsi un accès maritime[21].
- 13 mai : paix de Teschen. Fin de la guerre de Succession de Bavière : l’empereur Joseph II renonce à l’annexion de la Bavière. Les Habsbourg conservent cependant l’Innviertel en Bavière, Frédéric II de Prusse obtient l’expectative du margraviat d’Ansbach[19].
- 16 juin : Charles III d'Espagne déclare la guerre à la Grande-Bretagne[20].
- 24 juin : début du siège de Gibraltar par la France et l'Espagne (fin le 6 février 1783)[22].
- 25 juin : une flotte franco-espagnole de 66 vaisseaux et de 14 frégates se réunit à la Corogne sous les ordres du comte d'Orvilliers[20]. Elle croise en Manche pendant trois mois sans être inquiétée, mais doit se retirer face à la tempête, la disette et l'épidémie (fin le 10 septembre)[23].
- 18 novembre : accords frontaliers signés à Bruxelles entre la France et les Pays-Bas autrichiens[24].
- 24 décembre : création de l’Académie des sciences du Portugal[25].
- 30 décembre, Royaume-Uni : début du mouvement dissident radical du Yorkshire (1779-1780), qui prévoit de s’autoproclamer représentation nationale si le Parlement refuse ses réformes[26].

- Pays-Bas autrichiens : sècheresse avec invasion d'insectes qui provoque une épidémie de dysenterie d'abord en Hainaut[27]. Elle se poursuit en Brabant, Flandres, Liège, Luxembourg et Pays-Bas.

## Naissances en 1779
- 5 février : François Van Campenhout, chanteur d'opéra, violoniste, chef d'orchestre, compositeur qui fut tour à tour français, néerlandais et enfin belge († 24 avril 1848).
- 16 février : Charles-Juste de Torresani-Lanzfeld, fonctionnaire autrichien († 8 août 1852).
- 23 février : Johann Kaspar Aiblinger, chef d'orchestre et compositeur allemand († 6 mai 1867).
- 28 février : Henri Darondeau, compositeur français († 30 juillet 1865).
- 1er mars : Giuseppe Diotti, peintre italien († 30 janvier 1846).
- 2 mars : Joel Roberts Poinsett, diplomate et homme d'État américain († 12 décembre 1851).
- 5 mars : Louis Huguet-Chateau, général français du Premier Empire († 8 mai 1814).
- 19 mars : Józef Dwernicki, général polonais († 22 septembre 1857).
- 18 mai :
  - Gustave de Galard, peintre, lithographe et caricaturiste français († 7 mai 1841).
  - Félix Louis L'Herminier, pharmacien et naturaliste français († 25 octobre 1833).
- 27 mai : Juan Antonio de Ribera, peintre espagnol († 15 juin 1860).
- 15 juin : Louis-Antoine Beaunier, ingénieur des mines français († 20 août 1835).
- 20 août : Jöns Jacob Berzelius, chimiste suédois († 7 août 1848).
- 10 septembre : Alexandre Piccinni, compositeur français († 24 avril 1850).
- 4 octobre : Léopold Aimon, compositeur français († 2 février 1866).
- 5 novembre : Washington Allston, peintre d'histoire, de paysages et de portraits, poète et écrivain américain († 9 juillet 1843).
- 13 novembre : Antoine Clapisson, compositeur et corniste français († 7 avril 1857).
- 16 novembre : Miguel de Pombo,  homme politique et universitaire colombien  († 6 juillet 1816).
- Date précise inconnue :
  - Édouard Liénard, peintre français († 10 février 1848).
  - Sofia Giordano, peintre italienne († 14 mai 1829).
  - Manuel Vicente Maza, avocat et homme politique espagnol puis argentin († 27 juin 1839).

## Décès en 1779
- 20 janvier : David Garrick, comédien, directeur de théâtre et dramaturge britannique (° 19 février 1717).
- 14 février : James Cook, navigateur et explorateur britannique (° 27 octobre 1728).
- 16 février : Lorens Gottman, peintre suédois (° 1708).
- 11 mars : Louis-Constantin de Rohan, cardinal français, évêque de Strasbourg (° 24 mars 1697).
- 11 avril : Joseph de Jussieu, botaniste français (° 3 septembre 1704).
- 29 juin : Anton Raphael Mengs, peintre néoclassique et critique d’art allemand (° 12 mars 1728).
- 3 juillet : Luigi Crespi, peintre italien (° 23 janvier 1708).
- 11 octobre : Casimir Pulaski, officier et homme politique d'origine polonaise souvent qualifié de « père de la cavalerie américaine » (° 4 mars 1745).
- 9 novembre : Thomas Chippendale, ébéniste britannique (° 1716).
- 16 novembre : Pehr Kalm, botaniste suédois (° 6 mars 1716).
- 6 décembre : Jean Siméon Chardin, peintre français (° 2 novembre 1699).
- 14 décembre : Andrea Barbiani, peintre italien (° 1708).
- Date précise inconnue :
- Jean Orillat, marchand et négociant de fourrure canadien (° 1733).